# Rudolf Marn
Rudolf Marn, slovenski pisatelj, pravnik, ekonomist, narodnogospodarski publicist * 18. april 1875, Draga, † 1. februar 1947, Ljubljana.

## Življenje
Marn se je rodil v Dragi ali Borovcu pri Koč. Reki. Gimnazijo je med leti 1888 in 1896 obiskoval v Ljubljani in sodeloval pri dijaških glasilih Zbirka in Sloga. Po zaključeni gimnaziji je vpisal študij prava na Dunaju in v Gradcu, kjer je leta 1903 diplomiral. V Ljubljani je štiri leta služboval kot konceptni uradnik v trgovski in obrtni zbornici, leta 1903 pa stopil v finančno službo. Med letoma 1916 in 1919 je bil vodja davčne oblasti v Kranju, nato pa v Ljubljani postal načelnik oddelka ministrstva za trgovino in industrijo.

## Delo
Deloval je na področju narodnega gospodarstva. Bil je urednik časopisov (Slovenski trgovski vestnik, Slovenski obrtnik, Trgovski koledar, Gostilničar), za katere je moral sodelavce pogosto šele pridobiti in spodbuditi k pisanju. Pisal je o aktualnih narodno-gospodarskih problemih, trgovsko- in carinskopolitičnih, finančnih, statističnih in gospodarsko-zakonodajnih vprašanjih, stanovski in gospodarski organizaciji slovenskih trgovcev, obrtnikov in industrijcev. Največ njegovih člankov je bilo objavljenih v Slovenskem trgovskem vestniku. Kot predavatelj trgovsko-obrtnega društva Merkur je imel strokovna predavanja po večjih krajih Slovenije. Po razpadu Avstro-Ogrske je opravljal pomembno vlogo pri organizaciji gospodarstva v Sloveniji. Trudil se je za porast turizma v Sloveniji in na to tematiko predaval po letoviščih. Sodeloval je pri časopisu Promet in gostilna.

## Dela na področju književnosti
Med letoma 1896 in 1918 je v Slovenskem narodu objavljal novele, humoreske in potopis Na Volgi (1911). Leta 1908 je postal urednik časopisa Naš list, za katerega je prirejal kritike in podlistke, predvsem iz kulturnega življenja v Bosni. V njem je objavil več prevodov, leta 1908 Gogoljevega Čarovnika in 1909 Malega lorda Frances Hodgson Burnett. Svoje izkušnje z lovom je popisal v knjigi Lovski doživljaji in spomini (Ljubljana, 1944) (COBISS).